# 机会性加密
机会性加密或伺机加密（英語：Opportunistic encryption，简称OE；有时也称非认证加密、随机加密）是一种网络通信加密机制，即当建立通信连接时，首先尝试请求加密，如果对方也支持加密连接，连接则开始加密，期间不进行身份验证；如果加密请求尝试失败，则回退到明文通信机制。这种加密不须双方进行事先配置，能够抵抗被动的流量窃听，但无法防御中间人攻击等主动攻击。因此，它不能替代完整的加密方案。使用机会性加密时，用户也不会看到任何连接安全的提示。
大多数互联网安全协议中，开始加密通信前都会进行身份验证，以防止中间人攻击，从而确保通讯安全。但是，这将涉及到身份验证与密钥管理，且须进行事先配置，否则无法开始安全通信。这使加密变成了「有或无」的一个问题，只能在「完全安全」或「完全不安全」两个极端选项之间选择，没有条件时便只能放弃加密，使用不安全的明文连接。这限制了加密连接在互联网上的大规模应用，使被动的攻击者也能够窃听大量互联网流量。
机会性加密则并不要求进行身份验证，目的是在条件允许时就尽可能使用加密通信方式。虽然机会性加密只能防止被动窃听，对攻击者的主动攻击无能为力（例如降级攻击或中间人攻击），但它使大规模加密互联网通信成为可能，从而防止互联网遭到大规模监控、「在大多数时候，提供一定程度的安全性」。